# بادي جيويل
بادي جيويل (بالإنجليزية: Buddy Jewell)‏ هو مغني وكاتب أغاني أمريكي، ولد في 2 أبريل 1961 في ليبانتو في الولايات المتحدة.

## وصلات خارجية
- الموقع الرسمي
- بادي جيويل على موقع ميوزك برينز (الإنجليزية)
- بادي جيويل على موقع ديسكوغز (الإنجليزية)